# Васа Поморишац
Васа Поморишац (Модош, 15. децембар 1893 — Београд, 9. септембар 1961) био је српски сликар, универзитетски професор и ликовни критичар. Поморишац је био професор Ликовне академије и Академије примењених уметности у Београду. Повремено се бавио ликовном критиком. Уз Милену Павловић Барили је највише поштован у историји ране српске модерне.

## Биографија
Поморишац је био Банаћанин, рођен у Модошу (Јаши Томићу) 1893. године. Уметничко школовање започиње од 1905. до 1911. године у атељеу суграђанина Стевана Алексића. Године 1913 — 1914. у Минхену похађа Академију ликовних уметности. Био је стипендиста Матице српске.
Мобилисан је 1914. године али се одмах предаје Русима. После рата долази у Загреб 1919. године где се уписује на Академију за умјетност и умјетни обрт, код проф. Љубе Бабића и Ферда Ковачевића. Исте године прелази у Београд где се уписује у Уметничко занатску школу. У Лондон одлази 1920. где студира на Краљевској академији St. Martin's School of Art затим се враћа у Београд где живи од 1925. до 1935. године, када приређује прве самосталне изложбе. Често одлази из Београда на путовања у Италију, Француску и Енглеску.
У Паризу борави између 1935. и 1939. године. Предавао је у Краљевској уметничкој школи у Београду, а касније је постављен и за професора Академије ликовних уметности у Београду 1942. а 1950. за професора Академије примењених уметности у Београду.
Од 1919. године учествовао на бројним колективним изложбама у земљи и иностранству. Његови радови су излагани у Лондону, Барселони, Минхену, Амстердаму, Бриселу итд.
Са Живорадом Настасијевићем у Београду 1930. године оснива групу „Зограф“ која је постојала до 1940. године. Удружење квалификованих ликовних уметника у Београду формира 1926. године. Од 1940. је члан Удружења „Лада“, а 1944. године постаје члан Удружења ликовних уметника Србије (УЛУС).
Урадио је слику немалог формата, са мотивом Бановић Страхиње (1936).
Додељена му је Сребрна медаља Удружења француских уметника.
Дела му се налазе у бројним приватним колекцијама по Србији, бившој Југославији и Европи, као и у и у државној колекцији Музеја Викторије и Алберта у Лондону.
Био је отац два сина.

## Сликарство
Васа Поморишац је веровао да је уметност органски део друштва. Она мора бити утемељена у традиционалном стваралаштву и таква се супротставити модернизму који је стран нашем културном менталитету. Група „Зограф“ је оформљена око ове идеологије и у њој су били уметници исте или сличне оријентације - сликари Живорад Настасијевић, Здравко Секулић, Јосип Цар, Илија Коларовић, Светолик Лукић, Радмила Милојковић и архитекте Богдан Несторовић и Бранислав Којић. Модернистичка критика их је доживљавала као национални анахронизам и стога непримерене новом времену. Поморишац је нарочито истицао своју приврженост прошлости, српској и византијској, коју је добро познавао и коју је у духовном смислу уносио у своје сликарство. Често је копирао фреске из наших средњовековних цркава и манастира које је излагао у Лондону и Паризу. Био је веома популаран портретиста и у том жанру се често изражавао. У основном, његов стилски развој се кретао од умереног конструктивизма, преко неокласицизма до хладног, монохромног колоризма. Сасвим је посебна и издвојена појава у српском сликарству између два светска рата.
Први је наш сликар који је сликао на стаклу. Од његових многих дела ове врсте, које је израдио у Београду, након бомбардовања у Другом светском рату, остали су само витражи у Старом двору и у Хотелу Метропол.
Аутор је новчаница, у издању Народне банке Југославије, од 100 динара, која носи датум 15. јул 1934, и од 1.000 динара, са датумом 6. септембар 1935. године, која није пуштена у промет. На обе новчанице су представљене композиције надахнуте националном историјом. Аутор је и новчанице од 1.000 динара, мушкарац и жена у народној ношњи, са мноштвом детаља и симбола, али мрачног колорита, која носи датум 1. мај 1942, у издању Српске народне банке, за време окупације.

## Самосталне изложбе
- 1926 Дворана мушке гимназије, Нови Сад
- 1927 Салон пријатеља уметности „Цвијета Зузорић“, Београд
- 1937 Galerie Le Niveau, Paris
- 1939 Galerie Contemporaine, Paris
- 1953 Уметнички павиљон, (ретроспективна изложба), Београд
- 1954 Градски музеј, Зрењанин, Виша мешовита гимназија, Шабац
- 1956 Нови Сад
- 1959 Гимназија, Светозарево, Умјетнички павиљон, Титоград
- 1960 Сала народног одбора среза, Титово Ужице
- 1970 — 1971 Галерија Културног центра, (ретроспективна изложба), Београд
- 1981 Мали ликовни салон, Нови Сад
- 1982 Народни музеј, Београд
- 1983 Галерија Центра за културу „Олга Петров“, Панчево
- 1987 Музеј савремене уметности, (ретроспективна изложба), Београд

## Ликовне критике
- 1927 Сликар Стеван Алексић, Рашка, год. I, бр. 56, Београд
- 1927 Уметничка изложба Живорада Настасијевића, Књижевна критика, 2. децембар, бр. 1. стр. 4-5, Београд
- 1928 Изложба Стјепана Баковића, Књижевна критика, 2. јануар, бр. 2-3. стр. 5, Београд
- 1928 Изложба Љубе Ивановића, „Ладе“, Живот и рад, април, год. I, св. 3. стр. 324-236, Београд
- 1928 Иван Радовић, Живот и рад, април, год. I, св. 4. стр. 313-314, Београд
- 1928 Криза наше ликовне уметности, Летопис Матице српске, мај, год. CII, књ. 316, св. 2. стр. 259-263, Нови Сад
- 1928 Изложба скулптура у гравура Ристе Стијовића, Живот и рад, јун, год. I, св. 6. стр. 478-479, Београд
- 1928 Наша слава Урош Предић, Банатски гласник, год. II, бр. 6-8, Зрењанин
- 1929 О нашој средњовековној уметности, Радио Београд, мај, Београд
- 1929 Наше уметничке манифестације - После јесење изложбе у салону Цвијета Зузорић, Друштвена обнова, 17. септембар, год. I, бр. 2, с, 11-12, Београд
- 1930 Две значајне изложбе, Друштвена обнова, 2. фебруар, год. II, бр. 5. стр. 12-13, Београд
- 1930 II Пролетња Изложба Југословенских уметника у Уметничком Павиљону, Београдске општинске новине, 25. јун, год. XLVIII, бр. 13. стр. 666-670, Београд
- 1930 Велика руска изложба, Друштвена обнова, фебруар, бр. 13. стр. 12-13, Београд
- 1933 Како гледати уметничко дело, Коларчев народни универзитет, фебруар, Београд
- 1953 Мозаик, Мозаик, септембар-октобар, год. I, бр. 1, Београд